# Yikes
„Yikes” – utwór muzyczny amerykańskiej raperki Nicki Minaj, wydany 7 lutego 2020 przez wytwórnie muzyczne Young Money Entertainment, Cash Money Records i Republic Records jako singel promocyjny.

## Personel
Opracowane na podstawie materiału źródłowego.
- Nicki Minaj – wokal, autor tekstu
- Daryl Clemons – autor tekstu, produkcja, programowanie
- Taji "Tane Runo" Ausar – produkcja, programowanie
- Bobby Barrett – produkcja, programowanie
- Derrick Milano – autor tekstu
- Jamal Berry – asystencki inżynier dźwięku
- Chris Atens – inżynier miksowania
- Aubry "Big Juice" Delaine – miksowanie

## Notowania
| Lista (2020)                              | Najwyższa pozycja |
| ----------------------------------------- | ----------------- |
| Grecja (IFPI Greece)                      | 52                |
| Kanada (Canadian Hot 100)                 | 54                |
| Węgry (Single Top 40)                     | 16                |
| Irlandia (IRMA)                           | 85                |
| Nowa Zelandia (NZ Hot Singles)            | 15                |
| Szkocja (Official Charts Company)         | 35                |
| Wielka Brytania (Official Charts Company) | 69                |
| Stany Zjednoczone (Billboard Hot 100)     | 23                |
| Stany Zjednoczone (Hot R&B/Hip-Hop Songs) | 13                |
| Stany Zjednoczone (Rolling Stone Top 100) | 6                 |